# Јелгава округ
Јелгава округ (лет. Jelgavas rajons, рус. Елгавский район) је округ у републици Летонији, у њеном јужном делу. Управно средиште округа је истоимени град Јелгава, који чини засебан округ. Округ припада историјској покрајини Земгале.

Јелгава округ је унутаркопнени округ у Летонији. То је и погранични огруг према Литванији на југу. На истоку се округ граничи са округом Бауска, на северу са округом Рига, на северозападу са округом Тукумс и на западу са округом Добеле. Град Јелгава се налази окружен округом, у његовом средишњем делу.

## Градови
- Јелгава
- Калнцијемс
- Елеја